# K Boechoutse VV
Maillots
Dernière mise à jour : 3 août 2017.
Le Koninklijke Boechoutse Voetbal Vereniging (ou K. Boechoutse VV) - prononcer "Boukowtse" -  est un vieux club belge de football localisé dans la commune de Boechout à la périphérie Sud d'Anvers. Fondé en 1921, ce club porte le matricule 125. Ses couleurs sont le jaune et le noir. Le club a évolué durant 16 saisons en séries nationales, dont 11 au troisième niveau. Il évolue en quatrième provinciale lors de la saison 2017-2018, le plus bas niveau du football belge.

## Histoire
Le K. Boechoutse VV  puise ses origines dans un club fondé en 1916 sous le nom de Bouchout Sport. Cette association s'affilie auprès de la Fédération belge le 18 juillet 1916. Après quelques années d'existence dans le difficile contexte de la Première Guerre mondiale, Bouchout Sport arrête ses activités et démissionne le 25 janvier 1920.
C'est un an jour pour jour après cette disparition que naît un nouveau club baptisé Bouchoutsche Voetbal Vereeniging. Dès le 12 août 1921, le cercle s'affilie à l'URBSFA où il devient "club effectif", le 11 février 1922. Le 26 décembre 1926, il reçoit le matricule 125.

Le club qui s'était choisi les couleurs Jaune et Noir évolue dans les séries régionales anversoises jusqu'au terme de la saison 1935-1936, où il décroche le droit de monter en séries nationales. Il y séjourne huit saisons. Pendant la Seconde Guerre mondiale, le 18 août 1943, le club change ses couleurs pour des équipements rouges. Le matricule reste en "nationales" jusqu'en 1947. Quelques mois après sa relégation, le club modernise son nom en Bouchoutse Voetbal Vereniging.
Il rejoue en séries nationales de 1948 à 1951. Cette année-là le club est reconnu Société Royale et devient le K. Boechoutse VV.
A partie de 1952, le matricule 125 rejoue au nouveau quatrième niveau national, qui hérite du nom de Promotion. Depuis sa relégation en 1957, il n'est plus jamais revenu en "nationales".
En 2007, le club fusionna avec un club voisin, Berchemse Sportvrienden porteur du matricule 9298. Il s'agit plus d'une absorption que d'une fusion. D'ailleurs, le nom de l'entité resta K. Boechoutse VV (125).

## Résultats dans les divisions nationales
Statistiques mises à jour le 30 juin 2010

### Bilan
| Niv | Divisions     | Jouées | Titres | TM Up | TM Down |
| --- | ------------- | ------ | ------ | ----- | ------- |
| I   | 1re nationale | 0      | 0      |       |         |
| II  | 2e nationale  | 0      | 0      |       |         |
| III | 3e nationale  | 11     | 0      |       |         |
| IV  | 4e nationale  | 5      | 0      |       |         |
| V   | 5e nationale  | 0      | 0      |       |         |
|     |               |        |        |       |         |
|     | TOTAUX        | 16     | 0      | 0     | 0       |

- TM Up : test-match pour départager des égalités, ou toutes formes de Barrages ou de Tour final pour une montée éventuelle.
- TM Down : test-match pour départager des égalités, ou toutes formes de Barrages ou de Tour final pour le maintien.

### Classements saison par saison
| Ordre               | Saison    | Nom du club               | Niveau                    | Classement final          | Remarques                 |
| ------------------- | --------- | ------------------------- | ------------------------- | ------------------------- | ------------------------- |
| 1                   | 1936-37   | Bouchoutsche VV           | Promotion (D3) série B    | 3e/14                     |                           |
| 2                   | 1937-38   | Bouchoutsche VV           | Promotion (D3) série A    | 6e/14                     |                           |
| 3                   | 1938-39   | Bouchoutsche VV           | Promotion (D3) série D    | 10e/14                    |                           |
| xx                  | 1939-1940 | Compétitions interrompues | Compétitions interrompues | Compétitions interrompues | Compétitions interrompues |
| xx                  | 1940-1941 | Compétitions régionales   | Compétitions régionales   | Compétitions régionales   | Compétitions régionales   |
| 4                   | 1941-42   | Bouchoutsche VV           | Promotion (D3) série B    | 7e/11                     |                           |
| 5                   | 1942-43   | Bouchoutsche VV           | Promotion (D3) série C    | 8e/15                     |                           |
| 6                   | 1943-44   | Bouchoutsche VV           | Promotion (D3) série B    | 11e/16                    |                           |
| xx                  | 1939-1940 | Compétitions interrompues | Compétitions interrompues | Compétitions interrompues | Compétitions interrompues |
| 7                   | 1945-46   | Bouchoutsche VV           | Promotion (D3) série B    | 8e/19                     |                           |
| 8                   | 1946-47   | Bouchoutsche VV           | Promotion (D3) série B    | 16e/18                    | Relégué!                  |
| séries provinciales |           |                           |                           |                           |                           |
| 9                   | 1948-49   | Boechoutse VV             | Promotion (D3) série D    | 9e/16                     |                           |
| 10                  | 1949-50   | Boechoutse VV             | Promotion (D3) série B    | 9e/16                     |                           |
| 11                  | 1950-51   | Boechoutse VV             | Promotion (D3) série B    | 14e/16                    | Relégué!                  |
| séries provinciales |           |                           |                           |                           |                           |
| 12                  | 1952-53   | K. Boechoutse VV          | Promotion série D         | 3e/16                     |                           |
| 13                  | 1953-54   | K. Boechoutse VV          | Promotion série D         | 13e/16                    |                           |
| 14                  | 1954-55   | K. Boechoutse VV          | Promotion série B         | 6e/16                     |                           |
| 15                  | 1955-56   | K. Boechoutse VV          | Promotion série C         | 7e/16                     |                           |
| 16                  | 1956-57   | K. Boechoutse VV          | Promotion série C         | 16e/16                    | Relégué!                  |
| séries provinciales |           |                           |                           |                           |                           |

### Sources et liens externes
- (nl) « Fiche de l'équipe », sur Belgian Soccer Database
- (nl) Site officiel du K. Boechoutse VV